# 那摩
那摩，蒙古帝国佛教僧侣，姓伽乃氏，迦叶弥儿（克什米尔）人。号称南无大师。
那摩和哥哥斡脱赤一起学佛。他们兄弟认为世道混乱，迦叶弥儿将亡，东北有天子气，于是一起去归附蒙古帝国。他们被窝阔台礼遇。贵由以那摩为师。蒙哥尊那摩为国师，授玉印，总天下释教。斡脱赤去招降迦叶弥儿，被迦叶弥儿国主杀死。斡脱赤四岁的儿子铁哥跟随那摩入见蒙哥，蒙哥问谁家的孩子，那摩回答是兄长斡脱赤之子。蒙哥正在吃鸡，于是就赐给铁哥。铁哥捧着不吃，想要留给母亲。蒙哥于是加赐一鸡。